# احتفال الحديقة

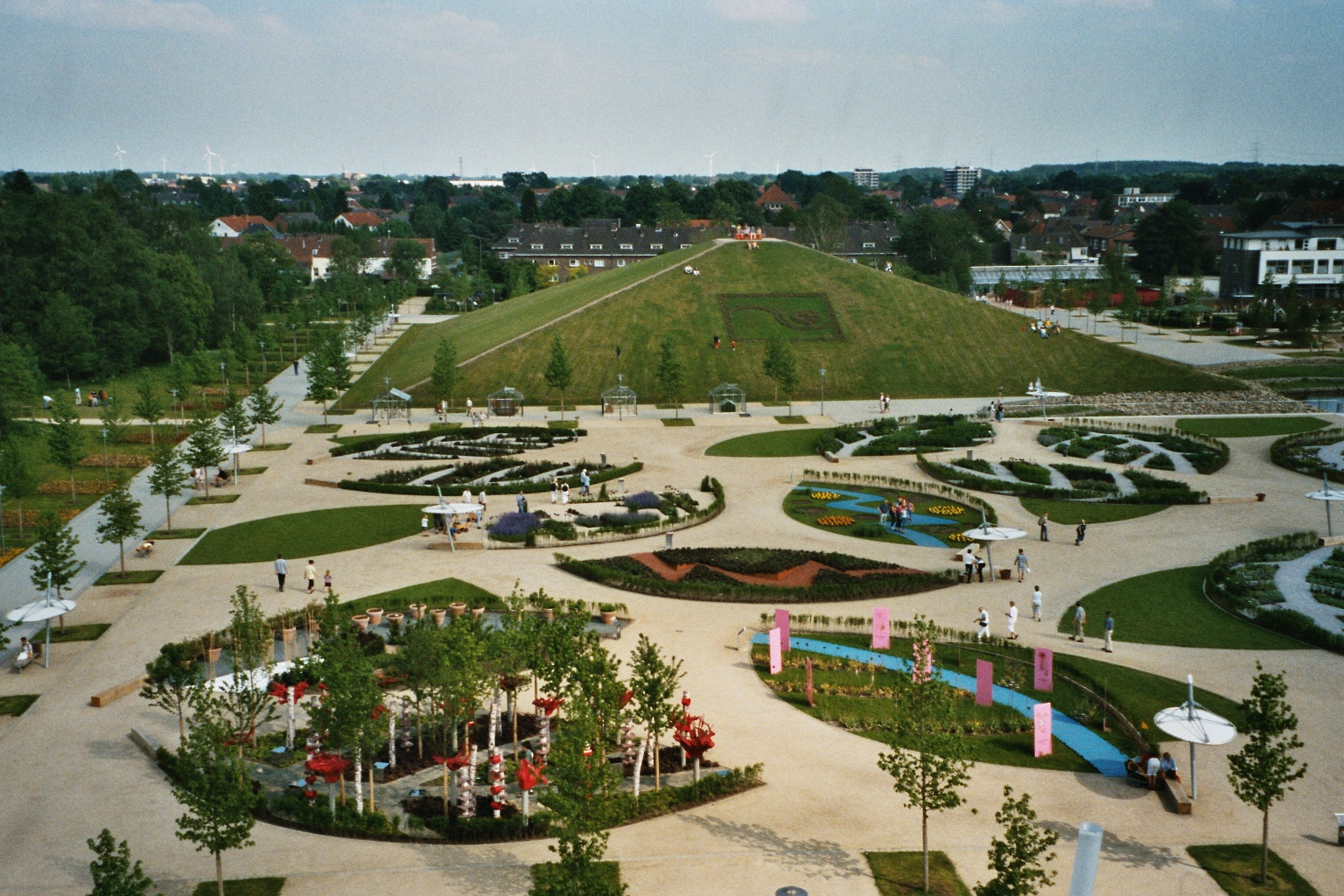

احتفال الحديقة أو معرض الحديقة أو معرض النباتات هو احتفال أو مهرجان يقامُ للاحتفالِ بفنونِ البستنة، وتصميم الحدائق، والمناظرالطبيعية، والهندسة المعمارية. هناك مهرجانات حديقة محلية، ومهرجانات حديقة إقليمية، ومهرجانات حديقة دولية. ربما نشأت الفكرة مع بوندس غارتنشاو الألماني. أقامت المملكة المتحدة خمسة مهرجانات للحديقة في الفترة 1984-1992 ولكنه أخطأ من خلال عدم التخطيط لاستخدام ما بعد الاحتفال لأراضي المهرجان خلال مرحلة التصميم والتخطيط.
يجب أن يعترف بالمعرض من قبل المكتب الدولي للمعارض، الذي تم إنشاؤه بموجب اتفاقية دولية دبلوماسية، وقعت في باريس، في عام 1928. كما يمكن التعرف على المعرض البستاني من قبل الجمعية الدولية لمنتجي البساتين. للتأهل كمعرض وطني، يجب أن تعترف الحكومة الوطنية بمهرجان الحديقة.
نظرًا لأن تصميم الحدائق أصبح أكثر شيوعًا وظهورًا على شاشة التلفزيون، فهناك عدد متزايد من مهرجانات الحدائق: دائمة ومؤقتة، رسمية وغير رسمية. واحد من أشهرها هو مهرجان الحدائق الدولي الذي أقيم في موقع دائم في شومون في فرنسا، على الرغم من الاسم، لا يأتي شومون ضمن تعريف المكتب الدولي للمعارض لمهرجان «دولي». تتميز العروض الأخرى بتصميم الحديقة ولكنهم يصفون أنفسهم بـ «عروض الزهور». المثال الأكثر شهرة في هذه الفئة، عرض تشيلسي للزهور، يؤكد على تصميم الحديقة. خرجت عن فعاليات تشيلسي فرينج في عام 2012 والتي تضمنت مجموعة متنوعة من الحدائق غير العادية والبستنة في جميع أنحاء لندن.

## روابط خارجية
- AIPH official website

- BIE official website